# Liriomyza bulbata
Liriomyza bulbata är en tvåvingeart som beskrevs av Friedrich Georg Hendel 1931. Liriomyza bulbata ingår i släktet Liriomyza och familjen minerarflugor.
Artens utbredningsområde är Finland. Arten har ej påträffats i Sverige. Inga underarter finns listade i Catalogue of Life.